# Biuro Paryskie Spraw Polskich
Biuro Paryskie Spraw Polskich (fr. Bureau des Affaires Polonaises) – organ koordynujący działalność ugrupowań umiarkowanych na emigracji i we wszystkich trzech zaborach. Utworzone w 1860 przy Hotelu Lambert. Od 1862 związane ze stronnictwem białych. Było zapleczem politycznym księcia Władysława Czartoryskiego.